# I Just Want to See His Face
I Just Want to See His Face (också kallad Just wanna see his face) är en gospelsång skriven av Mick Jagger och Keith Richards och utgiven som spår 13 på Rolling Stones dubbelalbum Exile on Main St.(Exile on Main Street), som släpptes 12 maj 1972. Låten har ingen egentlig början, utan tonar in från närmast föregående låt( Ventilator Blues). Jagger sjunger här i falsett på den tre minuter och 15 sekunder långa låten och refrängen lyder: "I don't want to walk and talk about Jesus / I just want to see his face" (" Jag vill inte gå omkring och prata om Jesus / Jag vill bara se hans ansikte").

## Medverkande musiker
- Mick Jagger - sång
- Keith Richards - piano
- Mick Taylor och Bill Plummer - elbas
- Charlie Watts - trummor
- Jimmy Miller - slagverk
- Clydie King, Vanetta Fields och Jerry Kirkland - bakgrundssång

## Källa
- http://www.keno.org/stones_lyrics/justwantosee.html